# Бешенковичская ГЭС
Бешенковичская ГЭС — проектируемая гидроэлектростанция в Беларуси, расположенная на реке Западная Двина в 2 км выше по течению от городского посёлка Бешенковичи, на территории Бешенковичского района Витебской области.

## География и размещение
Зона затопления и подтопления охватывает участок реки от планируемой плотины у Бешенковичей до Витебской ГЭС. Верховья водохранилища достигают черты города Витебск.

## Конструкция
Проектом предусмотрено строительство:
- гидроузела пойменного типа;
- здания ГЭС с закрытым машинным залом;
- водосливной плотины с плоскими секционными затворами;
- однокамерного судоходного шлюза.

Технические параметры станции:
- Мощность — 33 МВт;
- Расчётный напор — 9 м;
- Годовая выработка — 130 млн кВт·ч;
- Площадь водохранилища — 1836,2 га;
- Открытое распределительное устройство 110 кВ;
- Возможное количество гидроагрегатов — от 3 до 6.

## Стоимость и реализация
Общая стоимость строительства — около 210 млн долларов США. Заказчиком проекта выступает Витебскэнерго, реализация осуществляется при координации Министерства энергетики Республики Беларусь. Ведётся поиск инвесторов.

## Ход реализации
Запуск строительства был намечен на 2019 год, ввод в эксплуатацию — на 2024 год. На данный момент станция остаётся в стадии проектирования, активная реализация не ведётся, обсуждаются вопросы финансирования и экологической оценки.